# Ambulance Saint-Jean
Pour les articles homonymes, voir Ambulance (homonymie).
 (octobre 2012).
Ambulance Saint-Jean, ou ASJ (en anglais: St. John Ambulance (SJA)), est une organisation sans but lucratif (OSBL) internationale. Sa mission est d'aider le public à améliorer sa santé, sa sécurité et sa qualité de vie à travers la formation et l'engagement communautaire.
Ambulance Saint-Jean est surtout présent au Royaume-Uni et dans les anciennes colonies britanniques, notamment le Canada, l'Australie, la Nouvelle-Zélande, l'Irlande, la Malaisie, Singapour et Hong Kong.
C'est au Canada, dans la province de Québec, qu'on retrouve la plus grande concentration de bénévoles francophones. Le Québec compte 1800 bénévoles, sur un total de 25 000 à l'échelle du pays.

## Histoire
Ambulance Saint-Jean tire ses origines du Très vénérable ordre de Saint-Jean. Elle a été fondée en 1877 et est membre du Très vénérable ordre de Saint-Jean, obédience anglicane.

## Services

### Formation
Ayant pour mission d'informer le public afin de donner aux gens les outils pour sauver des vies, Ambulance Saint-Jean offre diverses formations en secourisme et en premiers soins. Ces formations, offertes à un prix modique, constituent, avec les dons de charité, l'une des principales sources de financement des autres activités de bienfaisance de l'organisme.

### Services à la collectivité
Anciennement connus sous le nom de « Brigade », les Services à la collectivité d'Ambulance Saint-Jean rassemblent l'ensemble des opérations des premiers répondants bénévoles, secouristes et intervenant médicaux d'urgence.

Au Canada, ils sont au nombre de 25 000, dont 1800 au Québec.

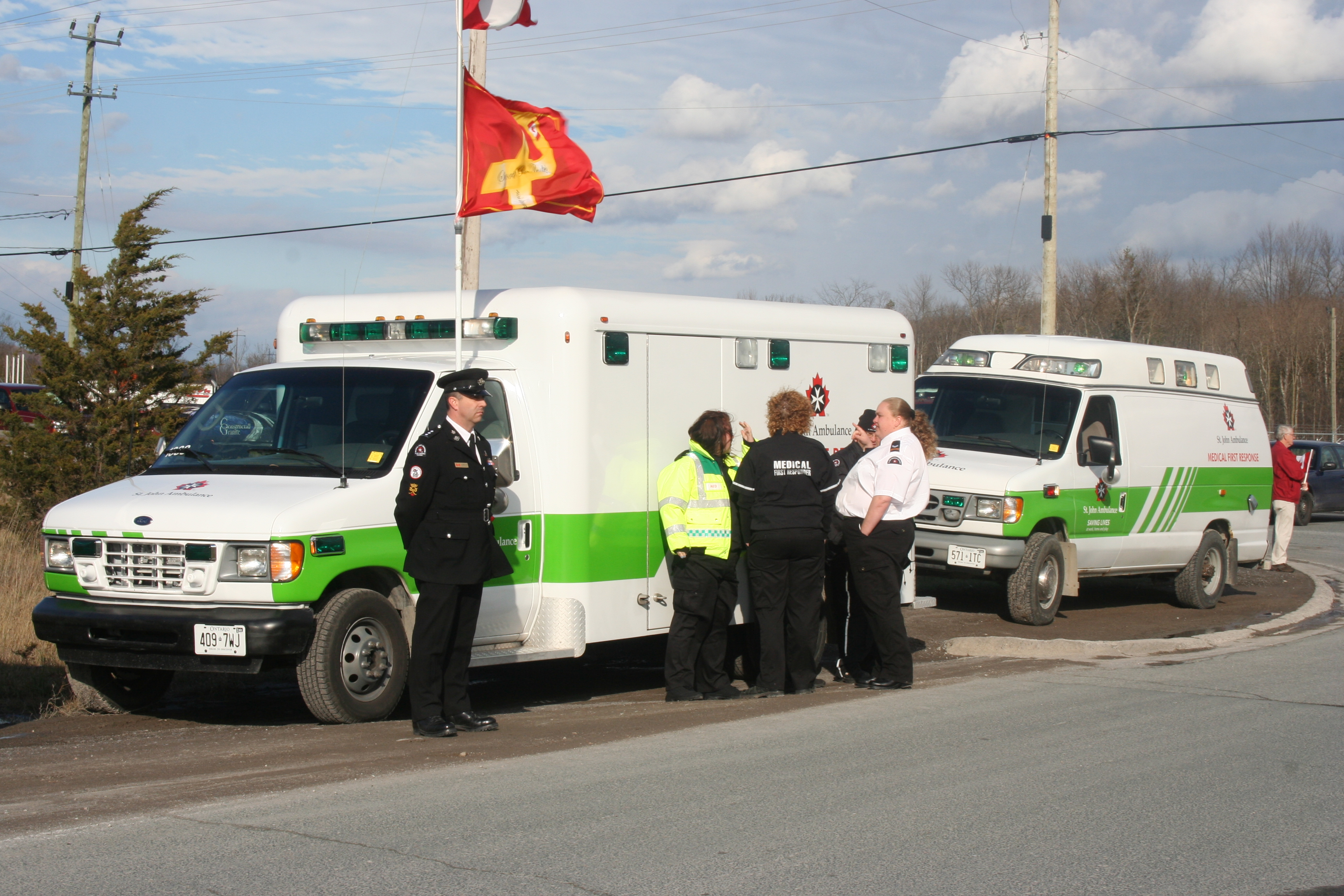
Véhicules et volontaires d'Ambulance Saint-Jean en Ontario, Canada.
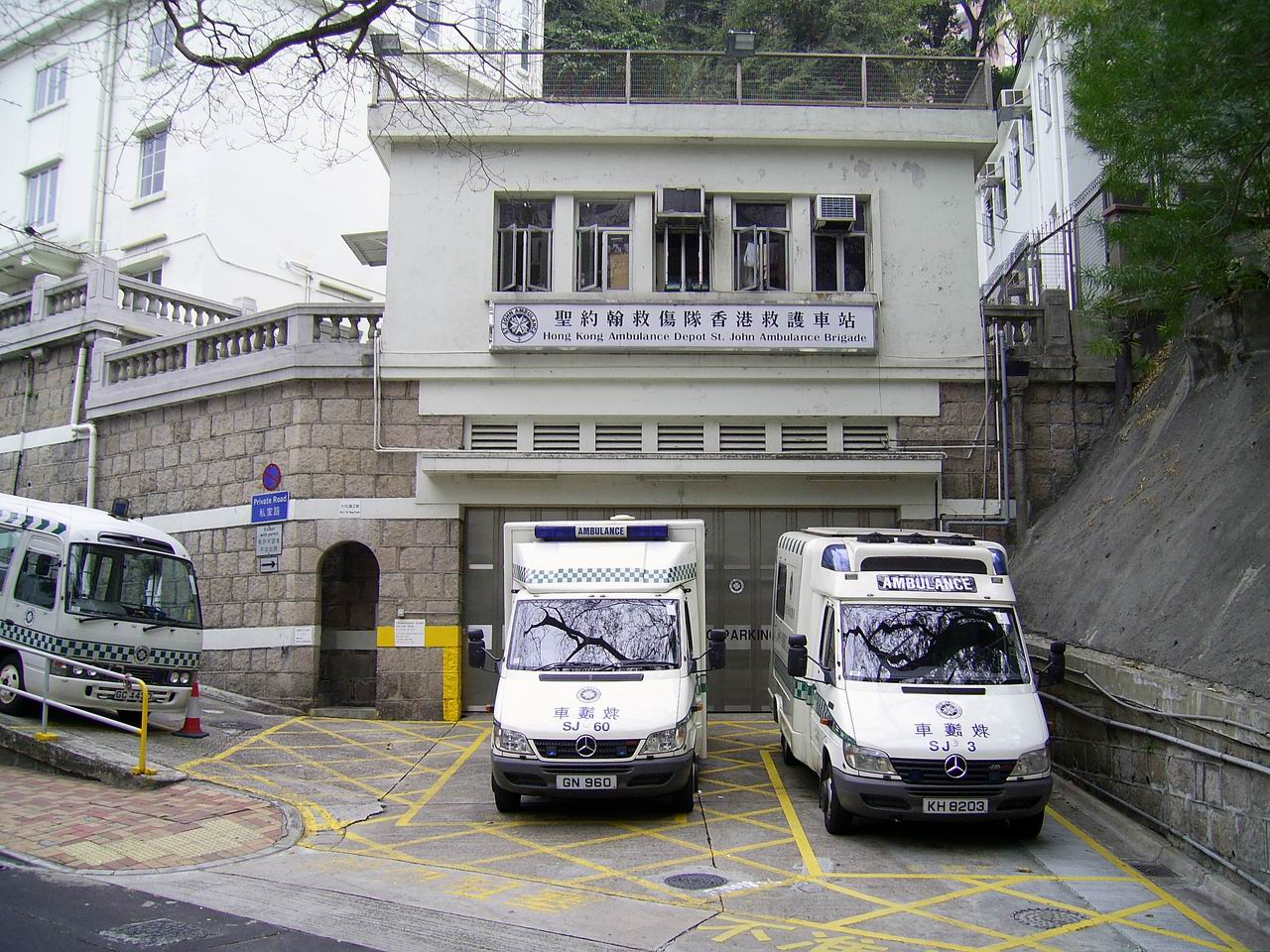
Station et véhicules d'Ambulance Saint-Jean à Hong Kong.
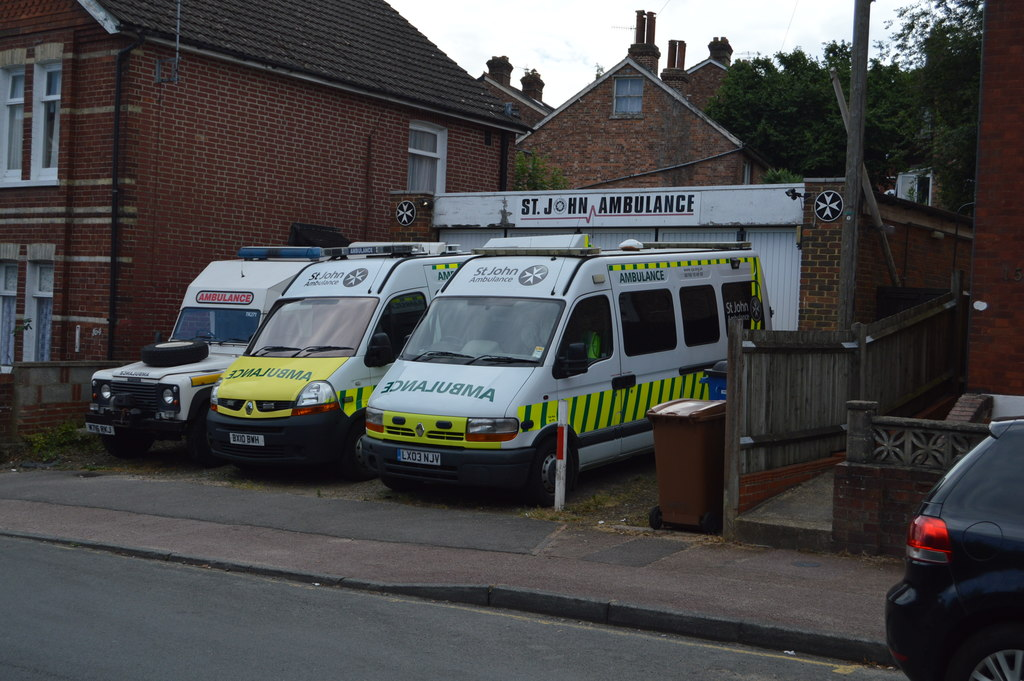
Station d'Ambulance Saint-Jean à Kent, Angleterre.

### Thérapie assistée par les animaux
C'est à Peterborough (Ontario) que le programme de thérapie par les chiens d'ASJ vit le jour. Aujourd'hui, les maîtres-chiens bénévoles sont présents dans les hôpitaux, les unités de soins palliatifs, les hôpitaux psychiatriques, les garderies, les résidences pour aînés, dans les maisons de repos et même dans les écoles. Les bienfaits de la thérapie assistée par les animaux sont multiples; il fut prouvé qu'elle pouvait notamment faire diminuer la pression sanguine et le rythme cardiaque de certains patients, de même qu'une possible amélioration des interactions sociales.

### Cadets
Tout comme l'armée, Ambulance Saint-Jean a un programme de cadets, où les moins de 18 ans, garçons et filles, peuvent s'initier aux techniques de secourisme tout en s'amusant et en se familiarisant avec le travail d'équipe. Les cadets constituent également, pour Ambulance Saint-Jean, une source non négligeable de nouveaux bénévoles, plusieurs de ces jeunes continuant de donner de leur temps une fois rendus à l'âge adulte.

### Articles liés
- Goodwin House
- Très vénérable ordre de Saint-Jean